# Clutia daphnoides
Clutia daphnoides là một loài thực vật có hoa trong họ Peraceae. Loài này được Lam. mô tả khoa học đầu tiên năm 1786.